# ISight

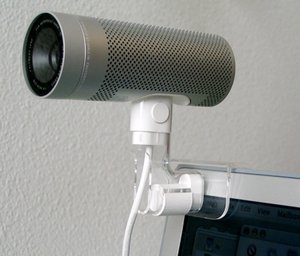
iSight montata su un PowerBook G4

iSight è una webcam prodotta da Apple Inc. Utilizza lo standard FireWire e può essere montata su tutti i portatili, display o computer prodotti da Apple dotati di tale porta di comunicazione. iSight è stata esplicitamente progettata per funzionare in congiunzione con iChat AV, il software di videoconferenza di Apple. La webcam si interfaccia perfettamente anche con iMovie, che può sfruttarla per catturare dei filmati. iSight si interfaccia anche con videogiochi e programmi di grafica video. iSight fu progettata con l'obiettivo di offrire una qualità video e audio superiore rispetto alle webcam in quel momento in circolazione. È dotata di un sensore CCD da 1/4 di pollice con una risoluzione di 640 × 480 pixel. Il corpo comprende un'ottica con tre lenti di vetro che possono mettere a fuoco automaticamente il soggetto e un microfono con funzione di soppressione di rumori ambientali. L'interfaccia FireWire consente 30 fotogrammi al secondo a 24 bit (16 milioni di colori). L'adozione di soluzioni non comuni (per l'epoca) e la costruzione qualitativamente molto superiore alla media hanno reso iSight una webcam particolare e maggiormente costosa, almeno rispetto alle webcam USB.
Sebbene iSight sia compatibile con macOS, Windows e Linux, il microfono interno può essere utilizzato solo su sistemi Mac col software iChat AV o su sistemi Linux tramite l'ausilio di un driver sperimentale .
La confezione di iSight comprendeva un cavo FireWire che funge anche da alimentazione oltre che per trasmettere il segnale audio e video. Nella confezione erano presenti tre supporti differenti, un adattatore FireWire e un contenitore per il trasporto.
iSight è stata presentata nel 2003 durante il Worldwide Developers Conference.
A partire dall'introduzione dei nuovi modelli di iMac G5 di fine 2005, Apple ha iniziato a fornire iSight in versione integrata su tutte le macchine. iMac, MacBook e MacBook Pro, nuovi modelli del 2006, includono una versione di iSight molto piccola, annegata negli chassis, e immediatamente utilizzabile. Pur conservando lo stesso nome, quest'ultima versione di iSight è una vera e propria webcam dato che il sensore è CMOS invece che CCD, è collegata internamente tramite USB ed è dotata di lenti di plastica a fuoco fisso.
A partire dal 23 giugno 2006 Apple non ha più accettato ordini per le iSight interrompendone la produzione ottemperando agli obblighi della normativa comunitaria RoHS.
L'iPhone 4S, iPhone 5S, iPhone 5, iPhone 6, iPod Touch 5G e gli iPad di 3ª e 4ª generazione montano una telecamera iSight.